# Deathmatch Classic
Deathmatch Classic ou DMC é um jogo eletrônico multiplayer de tiro em primeira-pessoa, desenvolvido pela Valve como tributo ao jogo Quake. Foi lançado em 1 de junho de 2001.

## História
DMC foi criado pela Valve como tributo à id Software, e é em essência um remake do componente multiplayer de Quake.

## Jogabilidade
A jogabilidade é semelhante ao modo de deathmatch de Quake, com basicamente as mesmas armas (exceto pela arma de combate primária de curto-alcance, que é o conhecido pé-de-cabra da série Half-Life ao invés do machado original), armadura e power-ups. DMC também adotou a física de Quake, que permite que um jogador de nível avançado ganhe velocidade extra ou que alcance grandes alturas ao usar um número de habilidades de movimento como bunny hopping e rocket jumping.
A velocidade padrão de DMC é um tanto mais lenta que a de Quake. As armas variam da espingarda básica ao lança-foguetes, além do "shaft", uma poderosa arma de energia dirigida. Três tipos de bônus podem ser encontrados espalhados pelo mapa jogado, que dão ao jogador um poder especial temporário: "dano quadruplicado", "invulnerabilidade" e o "Ring of Shadows", que transforma o jogador em um personagem fantasmagórico e quase invisível.